# 사고다발지역
《사고다발지역》은 2006년 9월 23일에 MBC에서 방영한 베스트극장이다.

## 등장 인물

### 주요 인물

#### 에피소드 1: 결혼
- 추헌엽 : 서준호(21세) 역 - 소매치기 전과기록, 트럭 운전사
- 이진 : 오연주(21세) 역 - 준호의 동거녀

#### 에피소드 2: 기일
- 김성준 : 민승기(33세) 역 - 교통사고처리반 반장
- 강수한 : 민지환(5세) 역 - 승기의 아들

### 그 외 인물
- 김석옥 : 승기의 어머니 역
- 건성현 : 승기의 아내 역
- 서재경 : 박 순경 역
- 이병철 : 김 선배 역
- 이원용 : 사내 1 역
- 윤현숙 : 성희 역
- 이시언 : 유치원 선생님 역
- 이종구 : 인부 역
- 반혜라 : 의사 역
- 최성웅 : 금은방 주인 역
- 이병준 : 사장 역